# Несение креста (картина Босха, Гент)
Название «Несение креста» (нидерл. Kruisdraging) нидерландский художник Иероним Босх дал как минимум трём своим картинам. Первое произведение на известную библейскую тему находится в Музее истории искусств в Вене, второе — в Музее изящных искусств в Генте. Кроме этих двух работ сохранилась боковая панель от несохранившегося триптиха с этим же названием, хранящаяся в Королевском дворце в Мадриде.

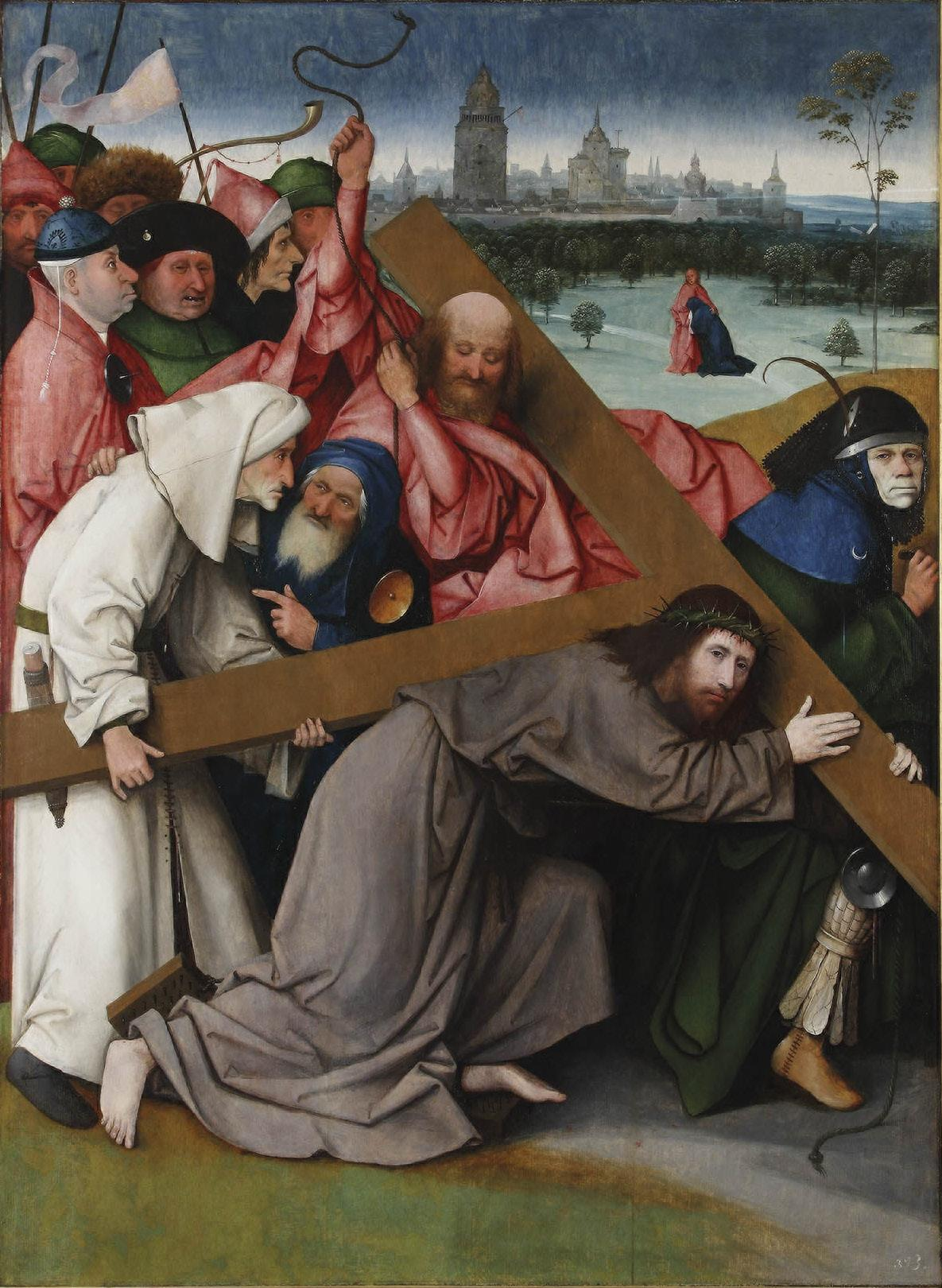
Несение креста. Ок. 1505. Королевский дворец. Мадрид
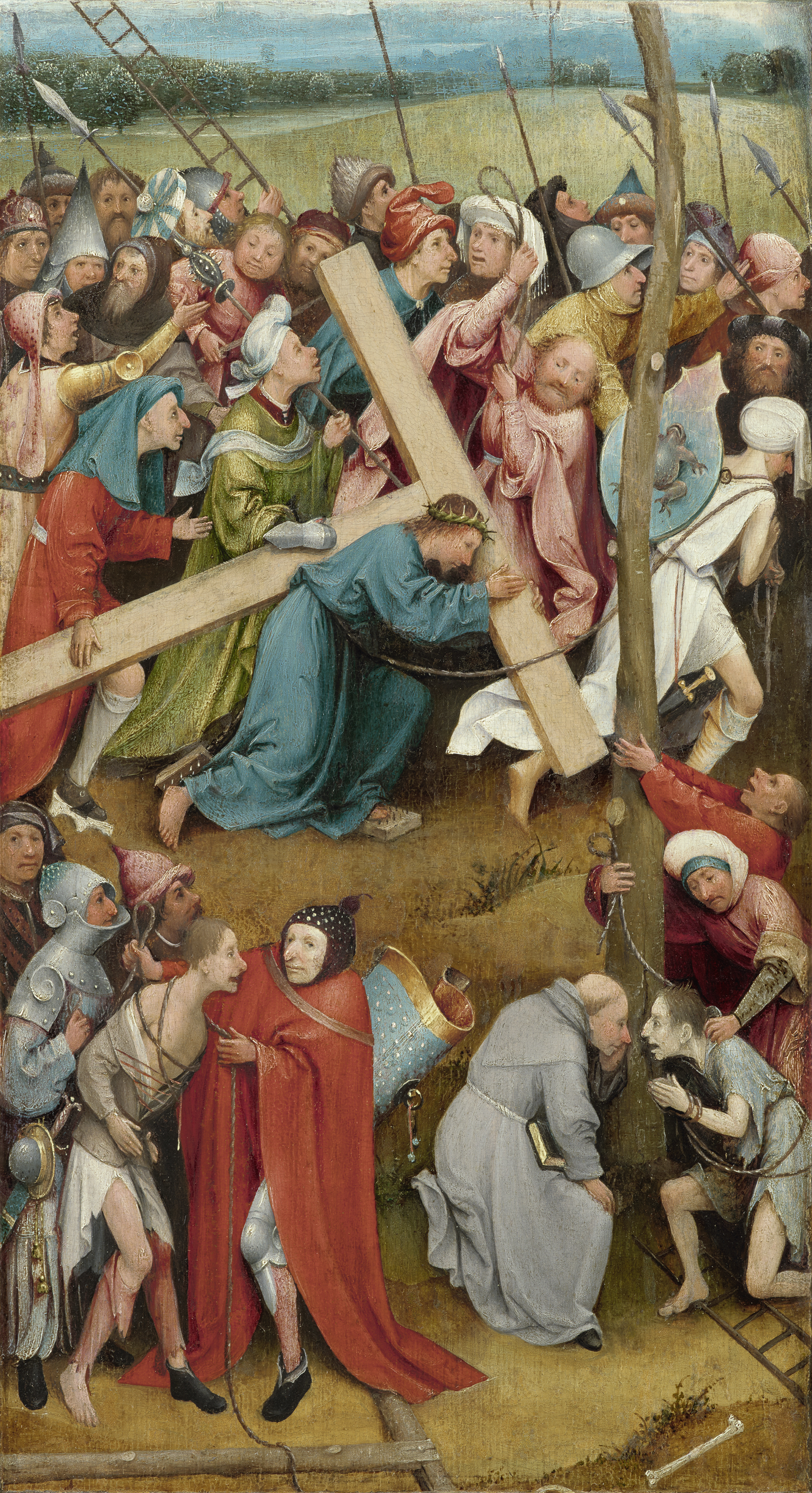
Несение креста. 1490—1500. Музей истории искусств. Вена

## «Несение креста» из Гента
Картина напоминает кинематографический крупный план. Босх эффектно воссоздает смятение на крестном пути на Голгофу и намеренно окарикатуривает образы. Нигде ещё Босх не придавал человеческому лицу черты такого гротескного уродства. Лишь двое — Христос и Св. Вероника, оба с закрытыми глазами, сохраняют простое человеческое достоинство, резко контрастируя с остальными персонажами. Они всматриваются в то, что предстаёт их внутреннему взору, не обращая внимания на творящуюся вокруг вакханалию. Губы Вероники даже тронуты чуть заметной улыбкой, в руках она держит покрывало, и вот с него-то, как ни странно, умоляюще смотрит на нас проступивший на ткани лик Христа.
При взгляде на разноликую злобную толпу ещё большее сочувствие вызывает тихая покорность Христа. Здесь и двое разбойников, которых должны распять вместе с Иисусом: в нижнем правом углу один, ощерив рот, злобно смотрит на своих мучителей; в верхнем правом углу — другой разбойник, замученный страданиями, раскаивающийся. Над ним насмехается первосвященник с исключительно мерзкой физиономией. Добротный рисунок и чувство света позволяют считать, что работа относится к позднему периоду творчества Босха.
У изображения малая глубина: кажется, что все головы расположены в одной плоскости; на лицах отражены самые разнообразные чувства, понятные всем зрителям. Раскаивающийся разбойник размышляет о смерти, его побледневшее лицо искажено мукой; он отрешённо смотрит вверх, не замечая озлобленных лиц. Создаётся впечатление, что его состояние графически подчёркивают детали: слева разбойника понукает фарисей, а справа на него наступает первосвященник.

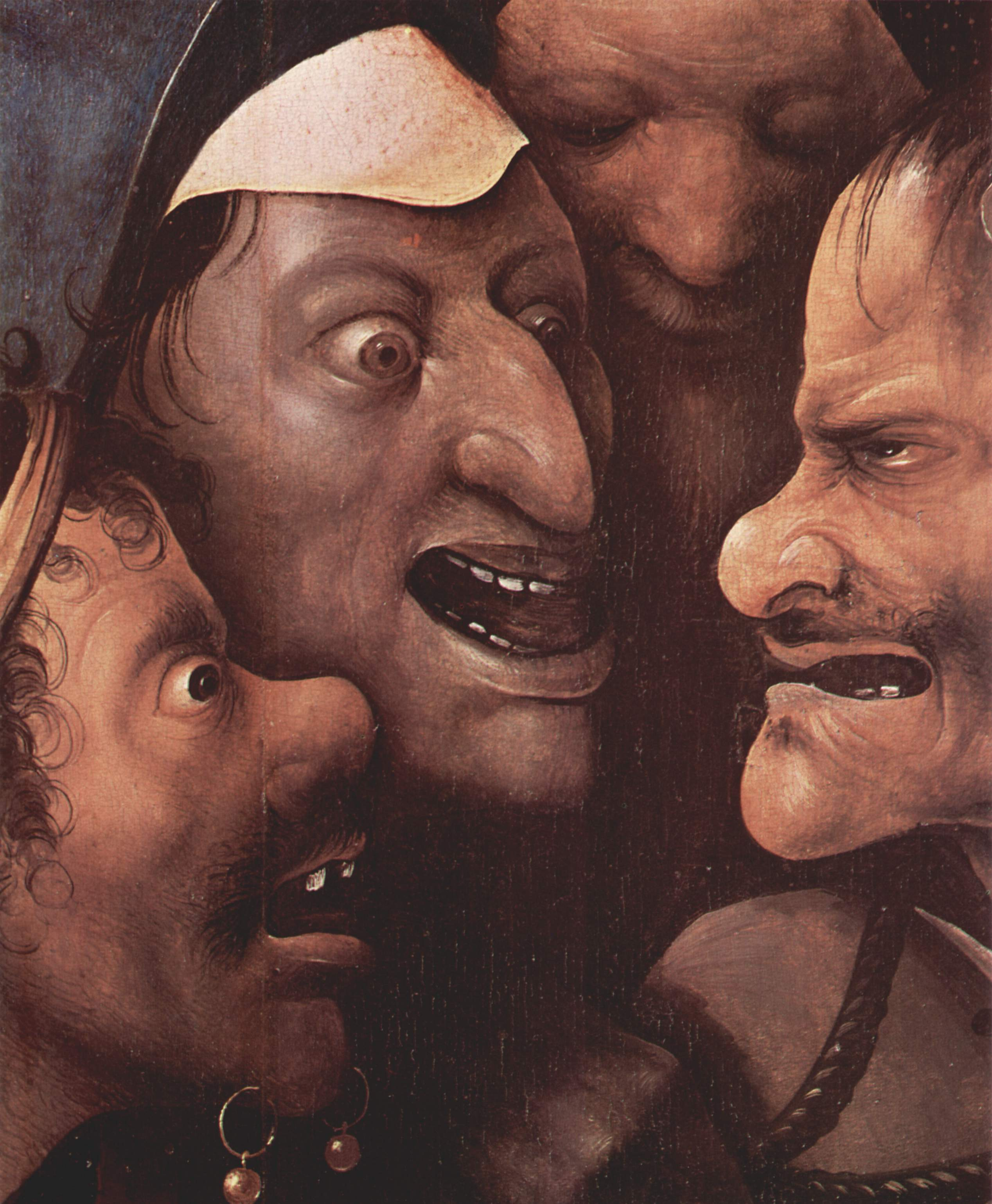
Фрагмент. Нераскаявшийся разбойник
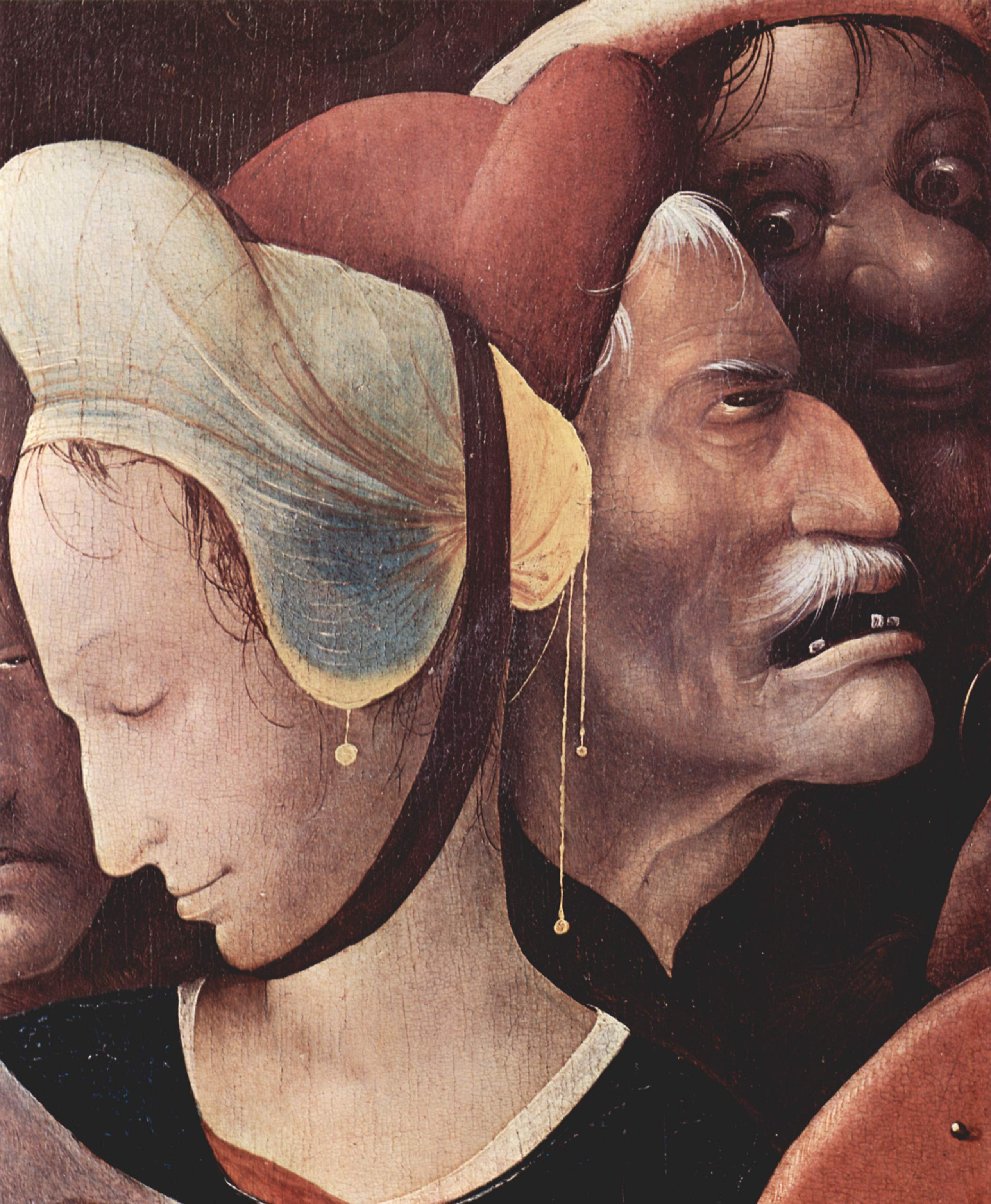
Фрагмент. Святая Вероника